# Admir Raščić
Admir Raščić, né le 16 septembre 1981 à Foča en Bosnie-Herzégovine est un footballeur international bosnien au poste d'attaquant.
Il compte deux sélections en équipe nationale entre 2006 et 2008. Il joue actuellement pour le club hongkongais du Sun Pegasus.

## Biographie
Son frère, Almir, ancien footballeur également, est décédé le 23 janvier 2023 à l'âge de 38 ans des suites de blessures reçues dix jours plus tôt lors d'une agression à Goražde.

### Carrière internationale
Admir Raščić est convoqué pour la première fois par le sélectionneur national Blaž Slišković pour un match amical face au Japon le 28 février 2006. Il rentre à la 78e minute à la place de Sergej Barbarez (2-2). Il reçoit sa dernière sélection le 30 janvier 2008 contre le Japon, où il sort à 46e minute à la place de Stevo Nikolić (défaite 3-0).
Il compte deux sélections et zéro but avec l'équipe de Bosnie-Herzégovine entre 2006 et 2008.

## Palmarès

### En club
- Avec le Željezničar Sarajevo :
  - Vainqueur de la Coupe de Bosnie-Herzégovine en 2003

### Distinctions personnelles
- Meilleur buteur du Championnat de Hong Kong en 2014 (14 buts)
- Meilleur joueur du Championnat de Hong Kong en 2014
- Membre de l'équipe-type du Championnat de Hong Kong en 2014